# 미용학

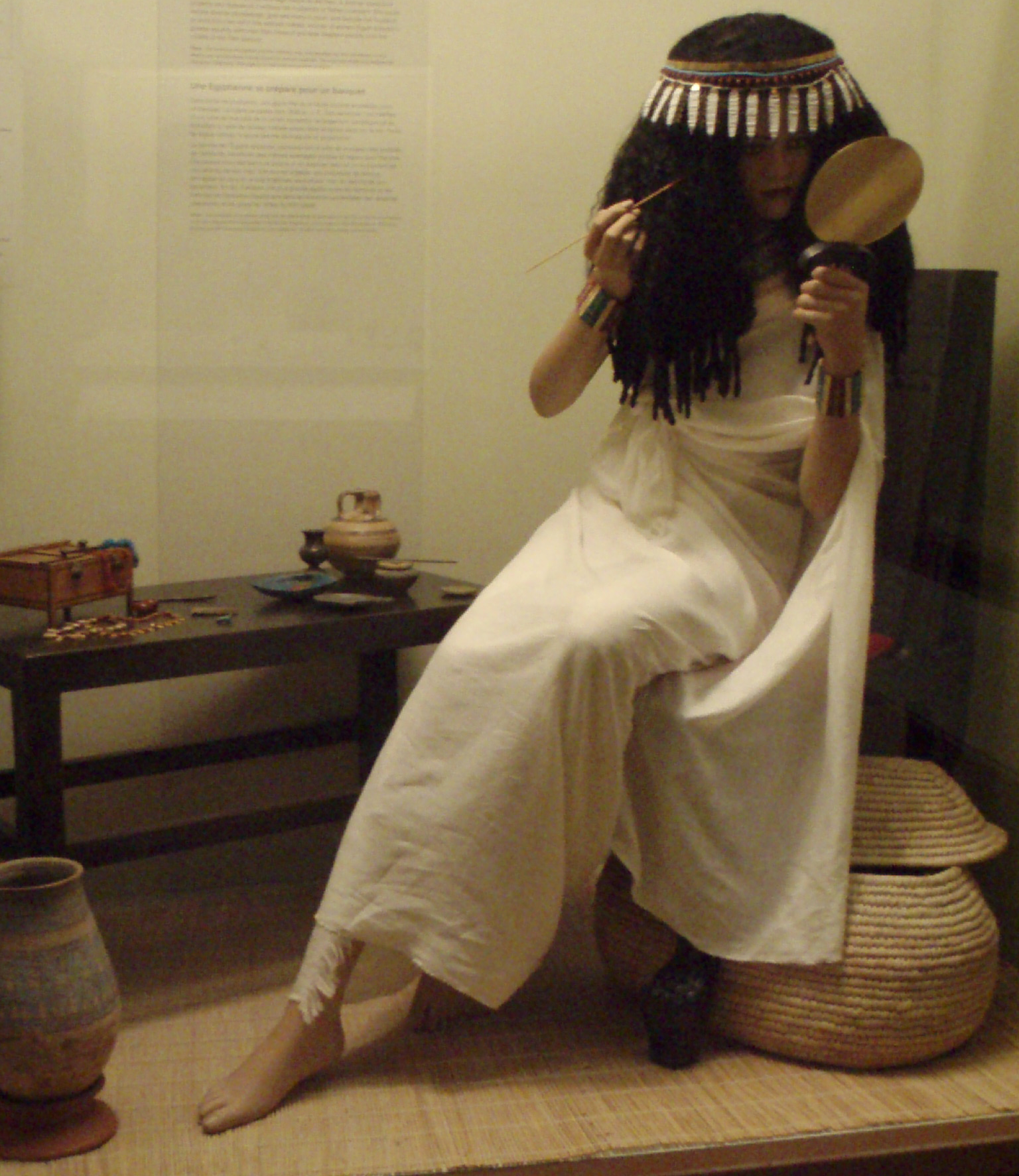

미용학(美容學)은 화장, 헤어 디자인, 모발 관리, 피부 관리 등을 연구하는 학문이다. 전문 분야에는 헤어스타일링, 피부 관리, 화장품, 매니큐어/페디큐어, 왁싱 및 슈가링과 같은 비영구적 제모, 전기 요법 및 강렬한 펄스 광(IPL)과 같은 영구 제모 과정이 포함된다.
2018년 기준으로 미국에서는 모든 주에서 미용사가 되려면 직업 면허가 필요하며 영리 학교의 평균 자격증 비용은 $17,000이고 필요한 시간은 1,500시간(응급 치료에 필요한 시간의 10배)이다. 미용사의 평균 임금은 $25,000이다.